# Capão Bonito do Sul
Capão Bonito do Sul is een gemeente in de Braziliaanse deelstaat Rio Grande do Sul. De gemeente telt 1.877 inwoners (schatting 2009).